# Processo a Gesù
Processo a Gesù è un'opera teatrale di Diego Fabbri, composta dal 1952 al 1954 circa.
La prima rappresentazione, avvenuta al Piccolo Teatro di Milano il 2 marzo 1955, ebbe la regia di Orazio Costa: tra gli interpreti figuravano Tino Carraro, Sergio Fantoni, Augusto Mastrantoni, Checco Rissone, Miranda Campa, María Rosa Gallo, Francesco Mulè.
Dati i contenuti dell'opera e il travisamento del significato della stessa, l'anno successivo il testo fu denunciato al Santo Uffizio dall'Alleanza Cattolica Tradizionalista con l'accusa di "offesa alla religione e istigazione all'odio sociale".

## Trama
Una compagnia di attori ebrei mette in scena ogni sera un processo alla figura di Gesù, girando i teatri del mondo e ponendo sotto il profilo puramente giuridico la storia del Messia, tentando alla fine di capire se ne è possibile l'assoluzione o la condanna.
I quattro attori che interpretano i giudici sono Elia e la moglie Rebecca, più la figlia Sara, vedova di Daniele, e Davide. I ruoli dei quattro procedono per estrazione e cambiano ogni sera: Elia è il giudice, mentre gli altri difendono Caifa, Pilato e Gesù stesso. Un quinto si occupa dell'accusa. Al rifiuto di Sara di difendere Pilato, ruolo che le tocca la sera della rappresentazione, dal pubblico viene scelto un quinto giudice a coprire il posto vacante di Daniele. Sara è ormai stufa di tale rappresentazione, ma il padre Elia sembra non darle ascolto. Propone quindi di ascoltare altre figure storiche come testimoni: gli attori impersonano Maria Maddalena, la Madonna, Giuseppe, Giuda e altri, che progressivamente spostano il piano del processo da un livello giuridico a quello più strettamente umano.
Durante l'intermezzo veniamo a scoprire che Sara è vedova a causa di Davide, che consegnò Daniele, l'ex marito di lei, ai nazisti, accusandolo di essere ebreo.
Il secondo atto si apre con la partecipazione del pubblico che, sempre impersonato da attori, sale sul palco per dare voce alle proprie considerazioni su Gesù: chi nelle vesti di una prostituta, chi nelle vesti di prete, chi da seminarista che ha abbandonato gli studi, chi da non vedente, chi da donne delle pulizie. Gli accorati pensieri si mescolano al processo, portandolo su un piano più personale ed emotivo. Il processo si sposta quindi alla cristianità più che a Gesù, perché senza la figura di quell'uomo pieno di amore, come conclude la donna delle pulizie, alla gente semplice non rimane più nulla.

## Adattamenti
Sono stati realizzate versioni televisive e cinematografiche del dramma:
- Processo a Gesù, film tv del 1963 diretto da Sandro Bolchi
- Processo a Gesù, film tv del 1968 diretto da Gianfranco Bettetini
- Nel 1973 il regista spagnolo José Luis Sáenz de Heredia girò una pellicola tratta dal lavoro teatrale di Fabbri, Proceso a Jesús, uscita in Italia col titolo Tu lo condanneresti?.
- Kristu fl-Iżbarra, film TV del 1980 diretto da Mario Azzopardi